# マインドンベ湖
マインドンベ湖（マインドンベこ、仏: Lac Mai-Ndombe、マイヌドンベ湖とも）は、コンゴ民主共和国のバンドゥンドゥ州に位置する大きな淡水湖。南からフィミ川が流れ出し、カサイ川を経てコンゴ川に繋がる。「マインドンベ」とはリンガラ語で「黒い水」を意味するが、1972年まではベルギー王レオポルド2世にちなみ「レオポルド湖」と呼ばれていた。
いびつな形をしているが、水深は平均で5m、最高でも10mと浅い。面積は2300平方キロで、雨季にはその2、3倍に達する。Ph値は4.2から5.5で、湖水の酸性化が進んでいる。流域の北部はうっそうとした熱帯雨林に覆われ、南部は森とサバンナが混在している。
2009年11月28日には2隻の遊覧船が沈没し、73人が死亡した。その業者は無認可で、当時は270人の乗客がいたとされる。

## 生物多様性
マインドンベ湖に棲む魚類は、コンゴ川に注ぐトゥンバ湖の魚類に似ると推定されているものの、文献化された知見には乏しい。1909年から1916年にかけてジョルジュ・アルベール・ブランジェが最初の調査を行って以降、マインドンベ湖からは継続的に新種が発見されている。1984年にはシクリッドのNanochromis transvestitusが、2006年には同じくシクリッドのNanochromis wickleriが、2008年にはChrysichthys praecox（いずれも新種）がこの湖で見つかった。
マインドンベ湖およびコンゴ川、トゥンバ湖を含む一帯はラムサール条約登録地である。